# 北村湖元
北村 湖元（きたむら こげん、延宝4年（1676年） - 寛延2年5月4日（1749年6月18日））は、江戸時代前期の歌人、俳人、和学者。通称は季根、湖源、別号は信安斎、再昌院。北村季吟の孫。

## 経歴
父北村湖春が季吟に先立ち早世していたため、宝永2年（1705年）に季吟が没すると、弟季任に三百石を分与した上でその遺跡と継承し、奥医師並に勤務し、やがて祖父、父同様歌学所に出仕して歌学方を務め、将軍徳川綱吉らを相手に和歌の指南に励んだ。綱吉が薨去した折には、一時歌学方を退き寄合となっていたが、まもなく復帰して再び歌学の教導に貢献した。墓所は四谷の日宗寺にある。